# Cimetière militaire belge de Ramskapelle
Le cimetière militaire de Ramskapelle est un cimetière militaire de la Première Guerre mondiale situé au nord du village belge de Ramskapelle. 

## Caractéristiques
Le cimetière compte les corps de 632 victimes dont plus de 400 non identifiées. Il est de forme triangulaire et a une superficie totale d'environ 84 ares. Il est enserré par la Ramskapellestraat et l'ancienne ligne de chemin de fer de Dixmude à Nieuport. Les tombes sont disposées dans 9 demi-cercles rayonnant à partir de l'entrée.

## Historique
Pendant la guerre, Ramskapelle se trouvait sur le front de l'Yser où dans la seconde moitié d'octobre 1914 eut lieu la bataille de l'Yser. Les Allemands essayèrent de franchir l'Yser et d'aller plus loin à l'ouest. Fin octobre, après de violents combats, la zone entre l'Yser et la voie de chemin de fer fut inondée, ce qui obligea les Allemands à s'arrêter. Les 30 et 31 octobre, des combats eurent encore lieu à Ramskapelle et les Français et les Belges purent reprendre le village aux Allemands.
Après la guerre, dans les années 1920, un cimetière collectif fut créé en rassemblant les tombes militaires qui se trouvaient auparavant dispersées autour du champ de bataille de Nieuport et Ramskapelle et dans les cimetières civils. Le ministère de la Défense nationale acheta le terrain en septembre 1922. Un grand nombre des soldats identifiés furent tués durant les affrontements de 1914. En 1952, le corps de Louis Notaert, qui avait été retrouvé à Stuivekenskerke, y fut enterré.

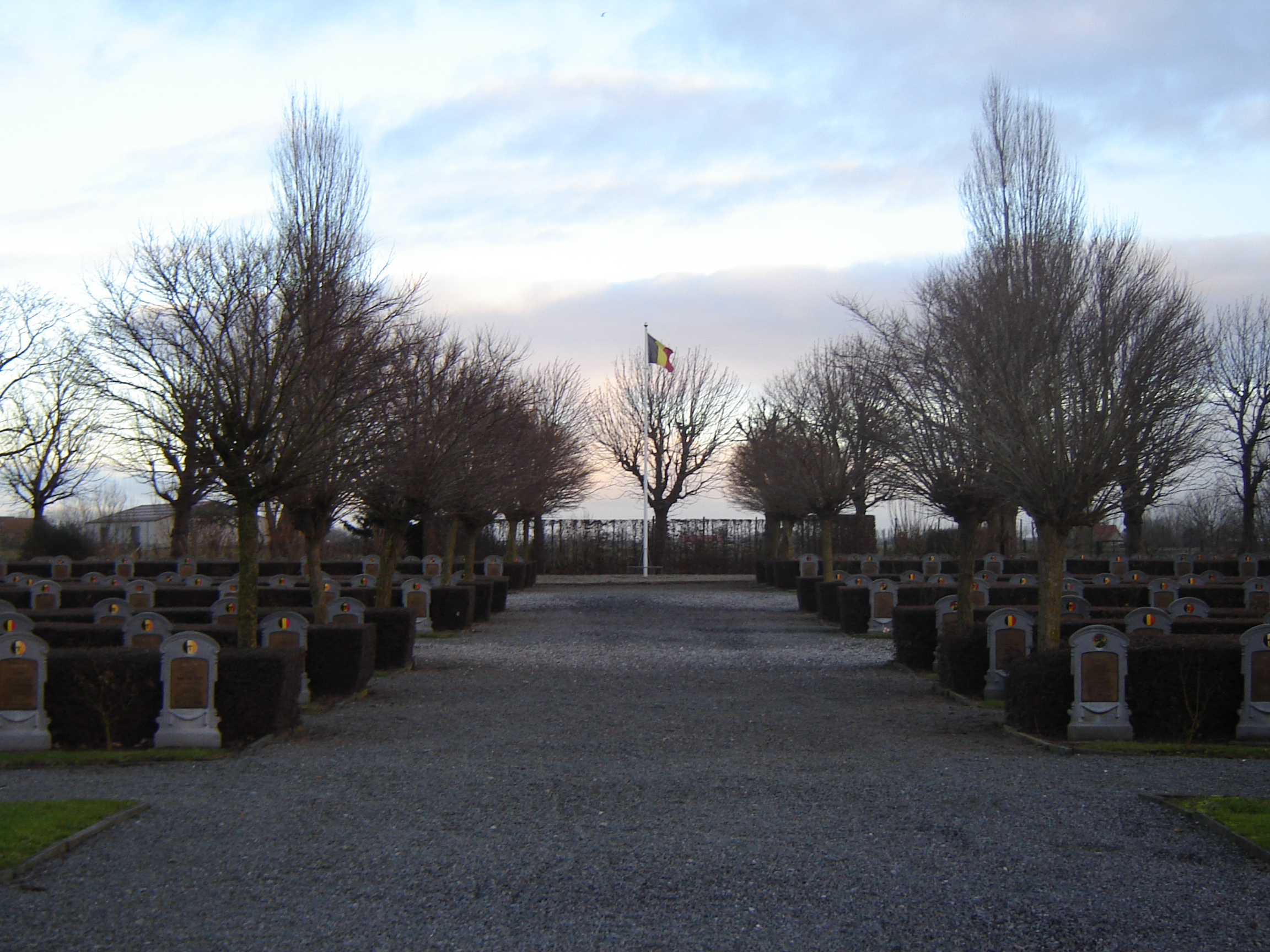
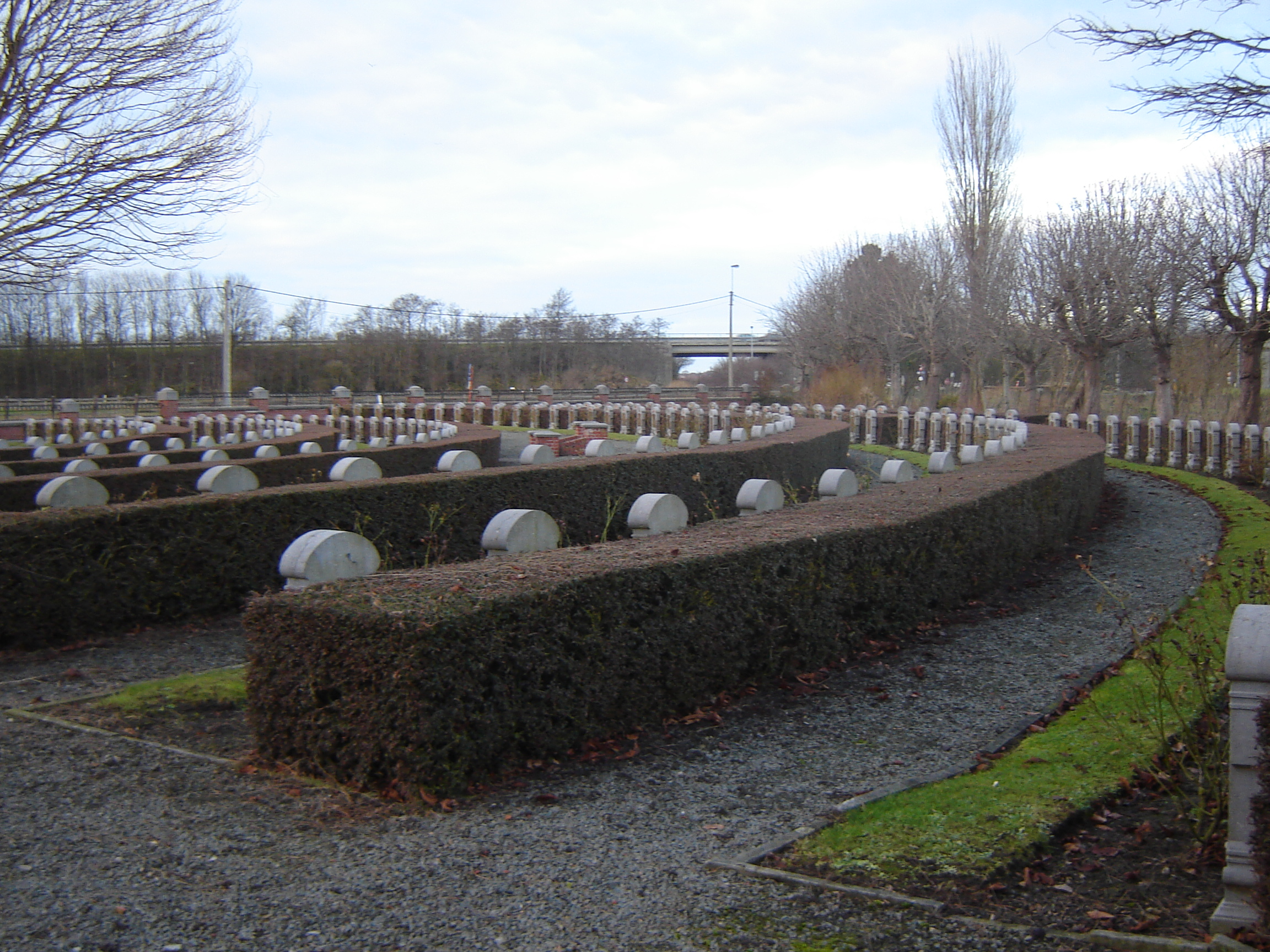
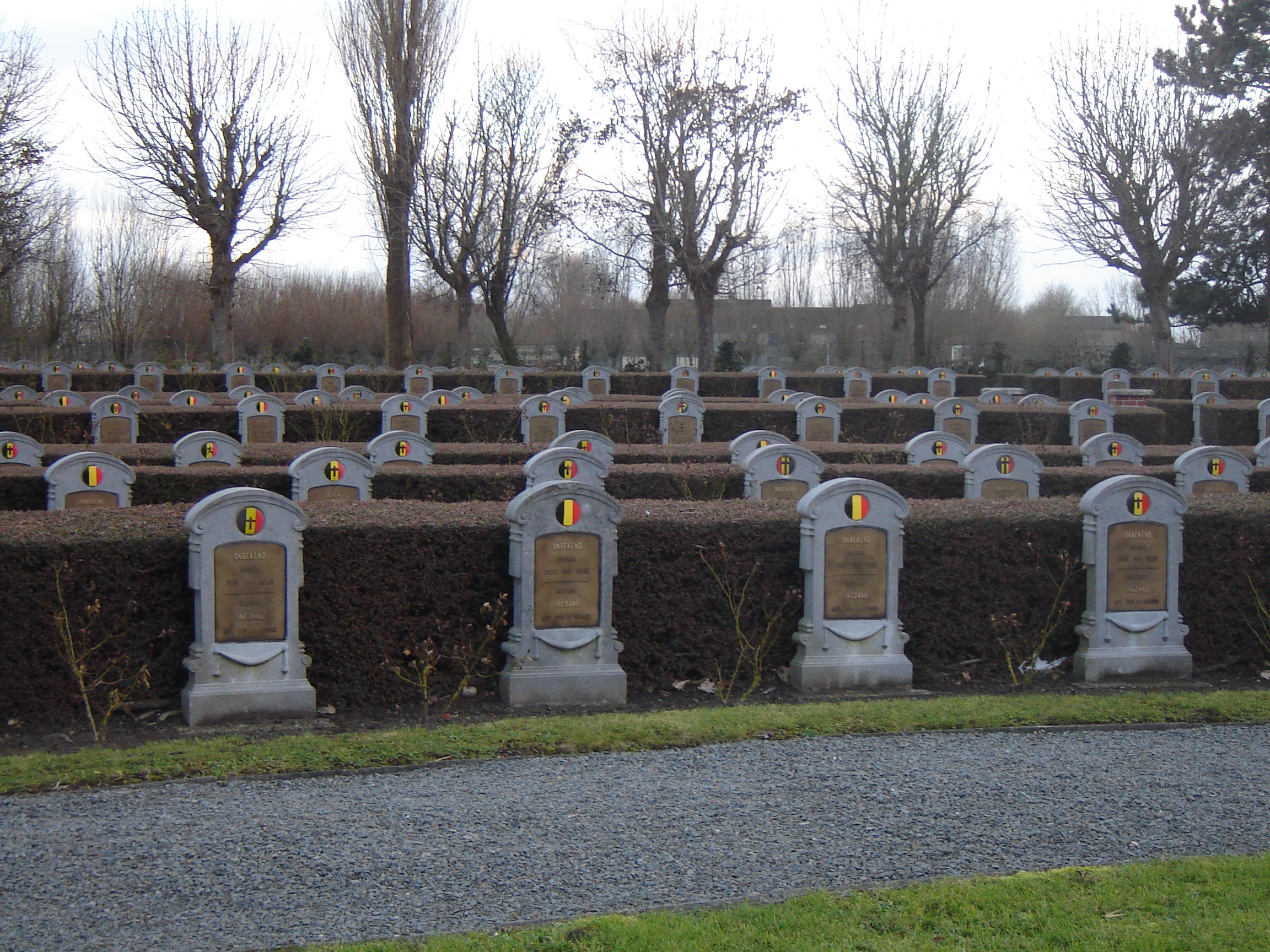

## Sources
- (nl) Cet article est partiellement ou en totalité issu de l’article de Wikipédia en néerlandais intitulé « Belgische militaire begraafplaats van Ramskapelle » (voir la liste des auteurs).